# Popis djela A.S. Puškina
Abecedni popis djela Aleksandra Sergejeviča Puškina.

## A
- Ako prevari te žiće... (1825.)
- Akvilon (1824.)
- Al ako? (1824.)
- Ančar drvo otrova (1828.)
- Andželo (poema, 1833.)
- Anđeo (1827.)
- André Chénier (1825.)
- Arapin Petra Velikog (povijesni roman, 1827.)
- Arion (1827.)

## B
- Bahčisarajska česma (1824.)
- Bajka o caru Saltanu (1831.)
- Bajka o medvjedici (1830.)
- Bajka o mrtvoj kneginji i o sedmorici delija (1833.)
- Bajka o popu i o njegovu pomoćniku Baldi (1831.)
- Bajka o ribaru i ribici (1833.)
- Bajka o zlatnom pjetliću (1834.)
- Bakhovo slavlje (1818.)
- Barkovljeva sjena (poema, 1814. – 1815.)
- Belkinove pripovijesti (ciklus pripovijesti, 1831.)
- Bérangerova reputacija (1827.)
- Bodež (1821.)
- Boj poznajem - zvuk mačeva volim... (1819.)
- Boris Godunov (povijesna drama, 1825.)
- Borodinska obljetnica (1831.)
- Braća razbojnici (1820.)
- Brončani konjanik (poema, 1833.)
- Budris i njegova tri sina (1833.)
- Bura (1825.)

## C, Č
- Car Nikita i četrdeset njegovih kćeri (1822.)
- Cigani (poema, 1824.)
- Cigani (Dok se večernja tišina..., 1830.)
- Crna koprena (1820.)
- Cvijetak (1828.)
- Čaadajevu (Nas tiha slava, ljubav, nada..., 1818.)
- Čast u Petra Velikoga (1835.)
- Čim malko svenu ruže... (1825.)

## D
- Da, draga, vrijeme je! Spokojstva srce prosi... (1834.)
- Daj, Nikita, brže odjeću... (1821. – 1822.)
- Demon (1823.)
- Dionizijska pjesma (1825.)
- Don (1829.)
- Doridi (1820.)
- Dubrovski (nedovršeni roman, 1841.)

## E
- Egipatske noći (1835.)
- Eksprompt za Ogarjovu (1816.)
- Elegični odlomak (1829.)
- Elegija (1823.)
- Elegija (Ludo veselje mojih mladih ljeta..., 1830.)
- Epigram (Jedva carske dočepo se moći..., 1826.)
- Epigram uz pjesnikovu smrt (1813. – 1817.)
- E.P. Poltorackoj (1829.)
- Eto! Još je živ Kurilka žurnalist?... (1825.)
- Evropa zalud zgranula se... (1825.) ↓a
- Ex ungue leonem (1825.)

## F, G, H
- Gavrani se leteć sreli... (1828.) ↓b
- Gavrilijada (1822.)
- Gospođica-seljanka (pripovijest iz ciklusa Belkinove pripovijesti, 1831.)
- Grade sjaja, grade - bijedo... (1828.)
- Grof Nulin (poema, 1825.)
- Grožđe (1824.)
- Humcima Gruzije noć prekriva njedra... (1829.)

## I, J
- Idući kući s mise, uveče... (1814. – 1817.)
- Istomina i Orlov goli... (1817.)
- Izađe sijač, da sije sjeme svoje... (1823.)
- Ja ljubljah vas. Ta ljubav možda cvjeta... (1829.)
- Ja posjetih opet... (1836.)
- Jeka (1831.)
- Jesen (1833.)
- Jevgenij Onjegin (1833.)
- Jezerski (1832.)
- Još uvijek dušu hladni vjetrovi... (1828.)

## K, L
- Kad bučnim ulicama lutam... (1829.)
- Kad naumi ženiti se carski Arapin... (1824.)
- Kameniti gost (dramolet iz ciklusa Male tragedije, 1839.)
- Kapetanova kći (povijesni roman, 1836.)
- Karađorđevoj kćeri (1820.)
- Karte tužno otvara... (1827.)
- Kavkaz (1829.)
- Kavkaski zarobljenik (1822.)
- Kazni, jer svet si pravednik... (1822.)
- Klevetnicima Rusije (1831.)
- Kola života (1823.)
- Krdžalija (1834.)
- Kućica u Kolomni (1830.)
- Liciniju (1814.)

## M, N, NJ
- Male tragedije (zbornik drama, 1830.)
- Mećava (pripovijest iz ciklusa Belkinove pripovijesti, 1831.)
- Hitac (pripovijest iz ciklusa Belkinove pripovijesti, 1831.)
- Mickiewicz (1834.)
- Mirni bozi polja, dubrava i gora... (1824.)
- Moj, kritičaru tusti, tebe baš do suza... (1830.)
- Momak (1830.)
- Morfeju (1816.)
- Moru (1824.)
- Mozart i Salieri (dramolet iz ciklusa Male tragedije, 1832.)
- Muza (1821.)
- Na početku života ja sjećam se škole... (1830.)
- Napoleon (1821.)
- Nedavno tihe večeri neke... (1819.)
- Ne mogu smislit' nekakav drugi štos... (1821.)
- Nerejida (1820.)
- Noć (1823.)
- Njoj (1817.)

## O
- Oblak (1835.)
- O Bože, ne daj da poludim!... (1833.)
- Oci pustinjaci i neporočne žene... (1836.)
- Odgovor Batjuškovu (1815.)
- O, djevo-ružo, u okovu... (1824.)
- Odrekosmo se rječitosti lako... (1825.)
- Odron (1829.)
- Ohladnjeh ja spram svojih sanja... (1821.)
- O, kol'ko nam otkrića sjajnih... (1829.)
- Ona (1817.)
- Opet ovjenčani smo slavom (1829.)
- Oporuka (1816.)

## P
- Pikova dama (1834.)
- Pir za vrijeme kuge (dramolet iz ciklusa Male tragedije, prijevod scene iz djela Johna Wilsona The City of the Plague, 1832.)
- Pjesme o Stenjki Razinu (1824. – 1826.)
  - Zaplovila oštrokljuna lađa...
  - Pošo Stjenjka Razin...
  - Nit je topot konjâ, nit je ljudska riječ...
- Pjesme zapadnih Slavena (1835.)
- Pjesnik (1827.)
- Pjesnik i gomila (1829.)
- Pjesniku (sonet, 1830.)
- Pjevač (1816.)
- Pjevač David rastom bješe mal... (1824.)
- Pogrebnik (pripovijest iz ciklusa Belkinove pripovijesti, 1831.)
- Poltava (poema, 1829.)
- Poslanica Galiču (1815.)
- Poslanica Judinu (1815.)
- Poslanica mladoj glumici (1815.)
- Poslanica Nataliji (1813.)
- Povijest sela Gorjuhina (nedovršena pripovijest, 1830.)
- Preporod (1819.)
- Preživio sam (1821.)
- Priča o Pugačovu (1834.)
- Prijateljima (1816.)
- Prijatelju stihotvorcu (1814.)
- Prizor iz Fausta (1825.)
- Prorok (1826.)
- Prošetah večeri ja neke... (?)
- Prozaik i poeta (1825.)
- Prozerpina (prijevod pjesme Déguisements de Vénus Évaristea de Parnyja, 1824.)
- Prozor (1816.)
- Ptičica (1823.)
- Putovanje u Arzrum (putopis, 1829.)

## R
- Rad (1830.)
- Razgovor s knjižarom (1824.)
- Razum i ljubav (1814.)
- Rima (1830.)
- Roman u pismima (1829.)
- Romanca (1814.)
- Rusalka (1819.)
- Ruslan i Ljudmila (poema, 1817. – 1820.)

## S, Š
- Samomu sebi (1820.)
- Sanjar (1815.)
- Savjet (1825.)
- Selo (elegija, 1819.)
- Sestri (1814.)
- Sjećanje (1828.)
- Sloboda (oda, 1817.)
- Slobode sijač osamljeni... (1823.)
- Spaljeno pismo (1825.)
- Spomenik nerukotvorni podigoh sebi... 1836.)
- Stance (1826.)
- Stihovi spjevani noću u nesanici (1830.)
- Strah je Lizu vas ljubiti... (1824.)
- Suza (K.P. Bakunjinovoj) (1815.)
- Sužanj (1822.)
- Svraka (1829.)
- Škrti vitez (dramolet iz ciklusa Male tragedije, 1836.)
- Španjolska romanca (1824.)

## T
- Talisman (1827.)
- Tazit (1829. – 1830.)
- Tek ruže kad se suše... (1825.)
- Ti i Vi (1828.)
- Ti okovi zarobljeniku... (1824.)
- Tri izvora (1827.)
- Tu ne pjevaj, ljepotice... (1828.)

## U, V
- U album (1817., Licej)
- Ugasila se zvijezda danja... (1820.)
- U krvi oganj željâ gori... (1825.)
- Umaknuo sam od Eskulapa (1819.)
- Umjetniku (1836.)
- Upravitelj poštanske stanice (pripovijest iz ciklusa Belkinove pripovijesti, 1831.)
- U rudnicima sibirskim... (1827.)
- Uspomene iz Carskog Sela (1815.)
- Utopljenik (1828.)
- Uz Čaadajevljev portret (1817. – 1820.)
- Uz prijevod Ilijade (1830.)
- Uznik (1822.)
- U židovskoj kolibi kandilo... (1826.)
- Uživao sam, eto, presretan sam bio... (1815.)
- Vadim (nedovršena poema, 1821. – 1822.)
- Veseli pir (1819.)
- Vi bolesni ste? Već tri noći... (1814. – 1816.?)
- Vidi, Iñezilla... (slobodni prijevod Serenade Barryja Cornwalla, 1830.)
- Vode duboke (1827. – 1836.)
- Vojvoda (1833.)

## Z, Ž
- Za A.P. Kern (Trenutka ja se sjećam sjajna...) (1825.)
- Zaboravih već, draga, što bješe prošlih ljeta... (1821.)
- Zaboravivši gaj, slobodu... (1836.)
- Zadnje cvijeće (1825.)
- Za grofa Voroncova (1825.)
- Zaklinjanje (1830.)
- Zaludan si dar slučajni... (1828.)
- Za slobodu (1823.)
- Zbog obala svog zavičaja... (1830.)
- Zima je. Što da radimo na selu? Susrećem... (1829.)
- Zimska večer (1825.)
- Zimski put (1826.)
- Zimsko jutro (1829.)
- Zlato i mač (1814. – 1827.)
- Znaci (1829.)
- Znatiželjnik (1814. – 1816.)
- Želja (1816.)
- Ženik (bajka, 1825.)
- Živio je vitez bijedan... (1829.)

## Ostalo
- 19. listopada 1825. (1825.)
- 27. svibnja 1819. (1819.)